# 丹佛金塊 (1948年—1950年)
丹佛金塊（英語：Denver Nuggets）是美国篮球联盟（NBL）（1948–49）球队，之后NBL并入國家籃球協會（NBA）成为其一员，丹佛掘金于是在1950年解散。主场位于科罗拉多州丹佛。